# Universität Antonine

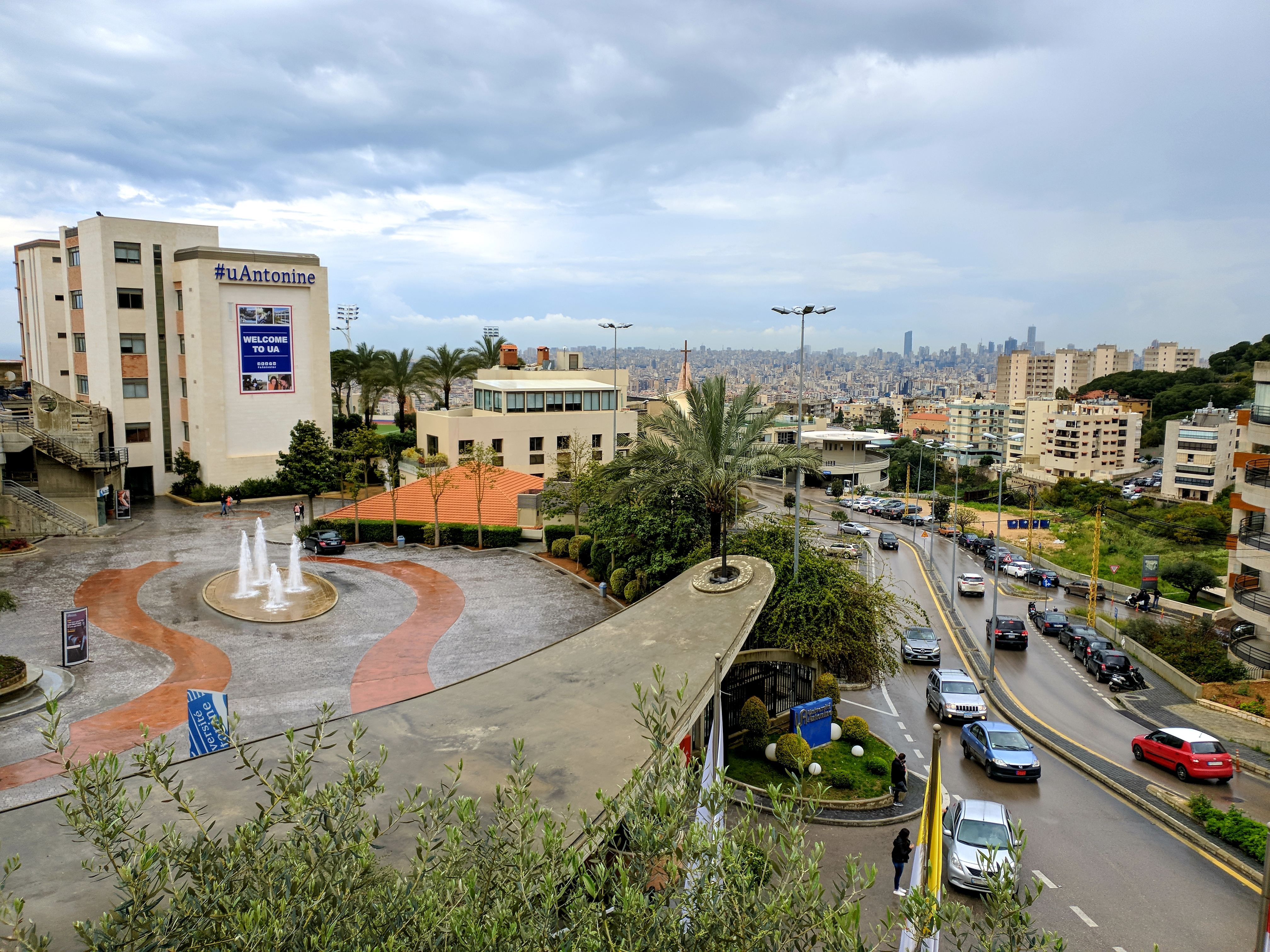
Campus in Baabda

Die Antonine Universität (französisch Université Antonine; UA) ist eine maronitische Privatuniversität im Libanon.

## Hochschule
Die Universität Antonine bzw. seine Vorgängerinstitutionen wurde von dem Maronitischen Orden der Antoninen gegründet. Seit der maronitischen Synode im Jahre 1736 hat der Orden verstärkt junge Menschen in ihren Klöstern in den Fächern Philosophie, Theologie, Grammatik, Rechtswissenschaften ausgebildet. Im Jahre 1996 wurde der Institution die Universitätsrechte zuerkannt. Der Orden ist Träger der Universität.
Die Institute und Fakultäten sind an mehreren Standorten rund um Beirut verteilt. Der gegenwärtige Universitätspräsident ist Antoine Rajeh.

## Fakultäten und Institute
- Fakultät für Zivilrecht, seit 1961
- Fakultät für Biblische, Ökumenische und Religiöse Studien
- Fakultät für Theologie und Pastoralstudien
- Universitätsinstitut für Informationstechnologie
- Universitätsinstitut für Zahnkunde (Dentale Prothetik) mit angeschlossenem Krankenhaus in Haddath
- Musikhochschule, seit 1975
- Institut für Sport und Körpererziehung, seit 1981

An-Institut: Das Orientalische Forschungszentrum (CERO) wurde im Jahre 1987 von Pater Maroun Atallah gegründet aus der kulturellen Bewegung des Klosters Saint Elie, Antelias, heraus. Die Aktivitäten umfassen die Herausgabe von Zeitschriften und de Organisation von Konferenzen. Die Zeitschriften sind: Unser Liturgisches Leben, die Jugend, Halleluia. Das CERO organisiert verschiedene internationale Symposien über das Aramäische-Syriakische Erbe und Kultur.

## Kooperationen
Die Universität arbeitet eng mit einigen europäischen Universitäten in der Ausbildung zusammen: Die Kooperationsuniversitäten sind Université Panthéon, Sorbonne Paris I, Université Paul Sabatier – Toulouse III, Université Jules Verne – Picardie, Université Jules Verne – Picardie, Haute École Léonard de Vinci associée à l'Université Catholique de Louvain, l'Université de Bourgogne – France et l'Institut National des Sciences Appliquées de Lyon (INSA) – France.